# Mór Déchy

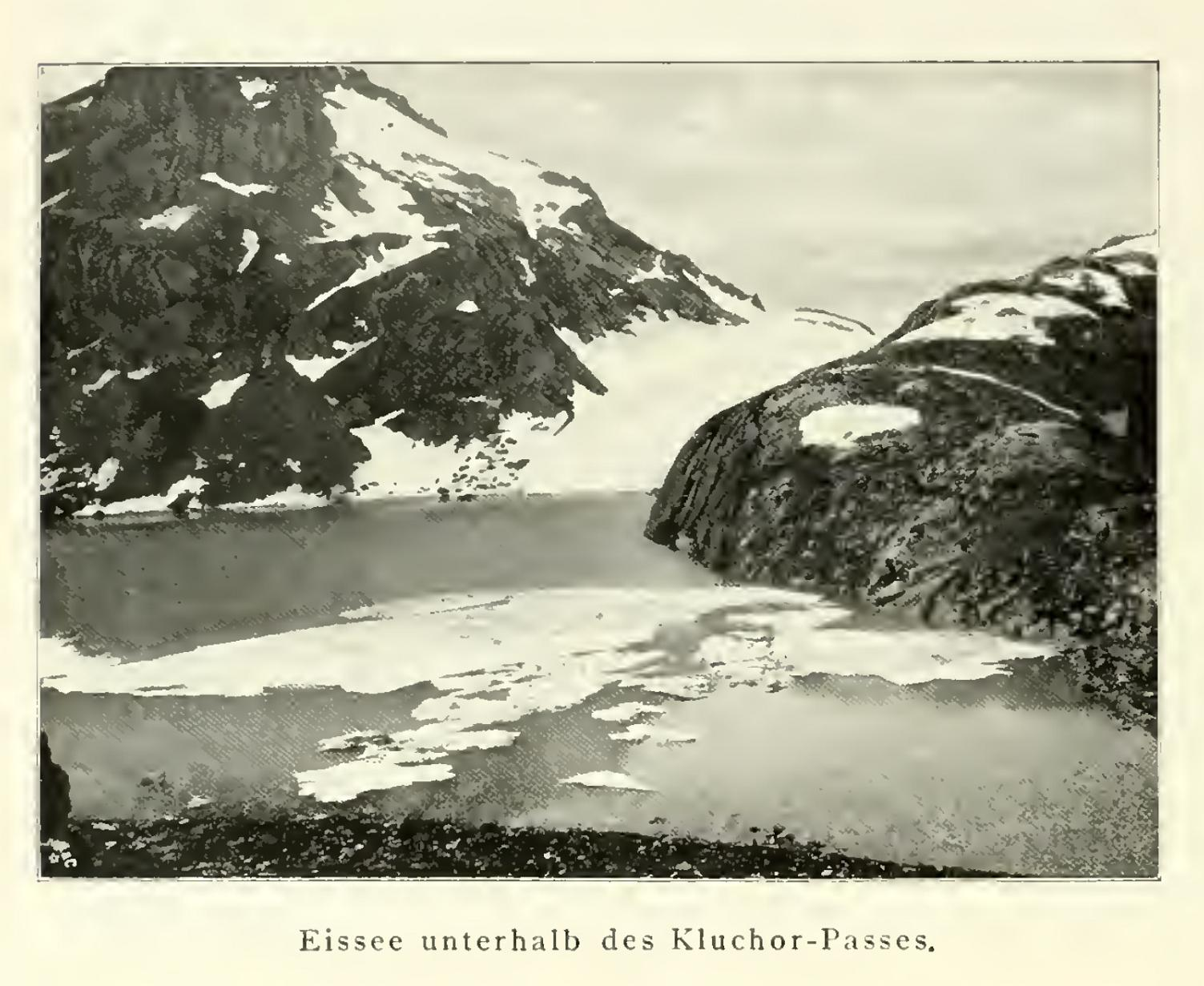
Ilustracja z Kaukasus..., ok. 1905-7

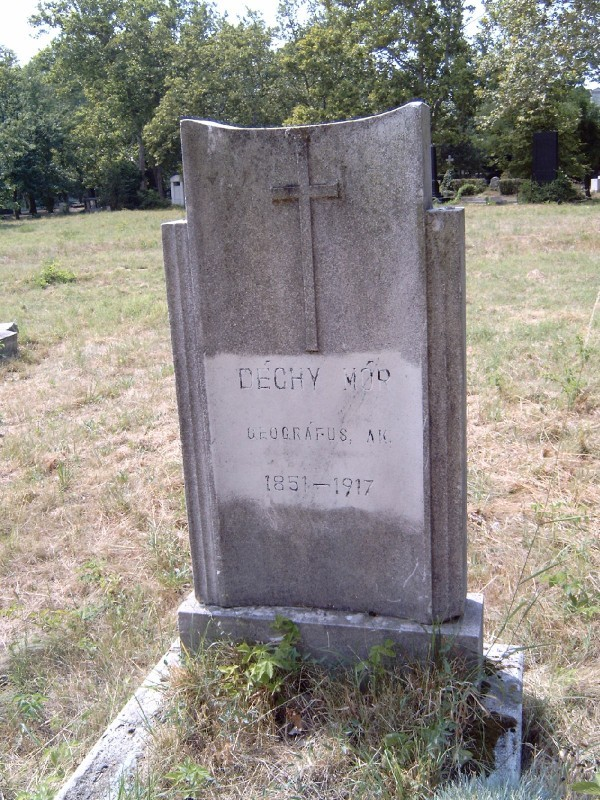
Grób Móra Déchyego w Budapeszcie

Mór Déchy (wym. [moːr deːtʃi], ur. 4 listopada 1847 w Budzie, zm. 8 lutego 1917 w Budapeszcie) – węgierski geograf i podróżnik, autor publikacji naukowych na temat gór, pionier fotografii wysokogórskiej, taternik i alpinista.
Urodził się jako syn inżyniera kolejowego. Rodzice dbali o jego wykształcenie, uczył się języków obcych, uczęszczał do liceum pijarów. Studiował geografię i geologię na Uniwersytecie Wiedeńskim. Wiele podróżował m.in. po Alpach (w 1872, 1874 i 1876), Pirenejach, Kaukazie (siedmiokrotnie w latach 1884-1902) i Karpatach. Odwiedził między innymi Maroko i Algierię, brał udział w próbie zdobycia siedmiotysięcznika Muztagata w 1878. W Alpach zdobył m.in. Jungfrau, Matterhorn i Mont Blanc, był pierwszym zdobywcą Trafoier Eiswand i Petersenspitze. Jako pierwszy przeszedł też północną ścianą Wildspitze. Na Kaukazie był autorem (ze szwajcarskimi  przewodnikami Alxsandrem Burgenerem i Peterem Ruppenem oraz młodym miejscowym góralem o imieniu Molej z Urusbije) drugiego wejścia na główny, zachodni wierzchołek Elbrusa. W późniejszych latach był jednym z największych znawców Kaukazu.
Jego najważniejszym dziełem była trzytomowa praca poświęcona Kaukazowi: Kaukasus, Reisen und Forschungen in kaukasischen Hochgebirge (1905-07).
Mór Déchy był w Tatrach tylko w 1874, wspólnie z innymi taternikami i przewodnikami dokonał kilku pierwszych wejść m.in. na Wysoką (na oba wierzchołki, wraz z przewodnikami Jánem Rumanem-Driečnym młodszym i Martinem Spitzkopfem) oraz na Gerlach przez Wielicką Próbę (wraz z Antonem Döllerem, Paulem Schwartzem, Josefem Schäferlingiem, przewodnikiem Johannem Stillem i tragarzem Samuelem Horvayem). Ponadto przypisywane są mu pierwsze znane turystyczne przejścia przez Wschodnie Żelazne Wrota, Siarkańską Przełęcz i Dolinę Kaczą. Plonem tych wypraw było opracowanie geograficzne Jelentés a Magas Tátrában tett utazásról w 1875 i kilka mniejszych publikacji w prasie taternickiej.